# Четвртак
Четвртак је четврти дан седмице, који се налази између среде и петка.
По неким конвенцијама, четврци у години одређују бројање седмица: прва седмица се дефинише као седмица која садржи први четвртак у години, итд.
У Уједињеном Краљевству, сви генерални избори од 1935. године су одржани на четвртак и ово је постала традиција, мада не законска обавеза - што значи да се избори могу одржати било ког дана "сем на суботе, недеље, Бадњи дан, Бадње вече, Велики четвртак, Велики петак, јавне празнике у било ком делу Уједињеног Краљевства и било који дан предвиђен за јавну захвалност и туговање". Објашњење које се понекад даје за чињеницу да је четвртак дан за изборе је то да је он био, у већини градова, традиционални пијачни дан, мада се такође зна да избор има практичне предности - резултати избора се знају у петак, тако да нова или постојећа администрација има викенд да се организује у припреми за владу за понедељак, први дан нове седмице после избора.
У роману Аутостоперски водич кроз галаксију Дагласа Адамса, лик Артур Дент каже: „Мора да је четвртак. Никада нисам волео тај дан“. Неколико минута касније планета Земља бива уништена. Тор, по коме је дан добио име у германским језицима, појављује се касније у ауто-стоперској серији књига и осталим Адамсовим књигама.
У Хинду религији, четвртак је дан Гуруа или гурувар.

## Именовани дани
- Велики четвртак, је четвртак пре Васкрса, традиционално дан чишћења.
- Црни четвртак се односи на 24. октобар 1929. године када су цене деоница у Њујоршкој берзи (NYSE) знатно пале, са рекордном количином од скоро 13 милиона деоница - величином која се неће прећи још 39 година. Овај крах је обележио почетак Велике депресије. (NYSE)[1][2][3][4][5]